# Chiasma tendineux des doigts de la main
Les chiasmas tendineux des doigts de la main (ou chiasmas tendineux de Camper) sont les complexes tendineux situés devant les premières articulations interphalangiennes de la main

## Description
Les chiasmas tendineux des doigts de la main sont formés par l'entrecroisement des deux bandelettes terminales des tendons des muscles fléchisseurs superficiels des doigts de la main et des tendons terminaux des muscles fléchisseurs profonds des doigts de la main.